# Elisabeth Rijberg

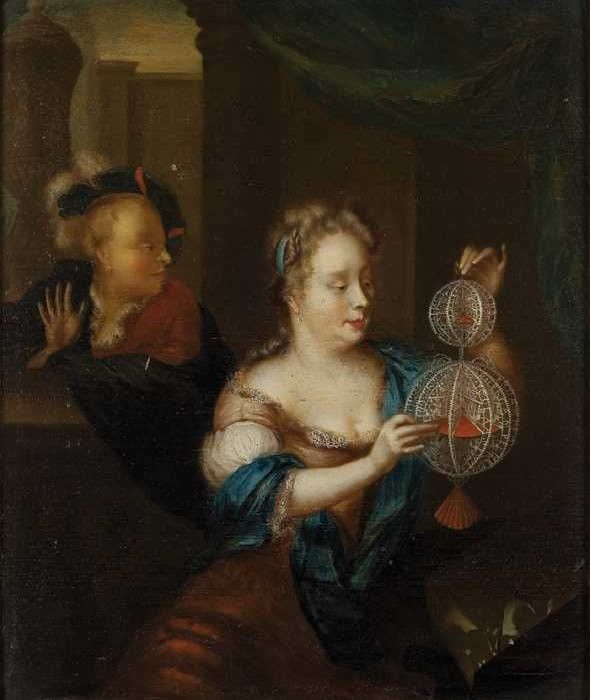
Elisabeth Rijberg von Nicolaas Juweel, 1696

Elisabeth Rijberg, auch fälschlich Elisabeth Pyberg genannt (geboren vor 1698; gestorben nach 1710), war eine niederländische Papierkünstlerin.

## Leben
Elisabeth Rijberg lebte in Rotterdam und muss eine bekannte Papierschnittkünstlerin gewesen sein. Genealogische Daten sind zu ihr nicht bekannt. In drei Quellen wird ihre Tätigkeit als Künstlerin erwähnt. Der Rotterdamer Stadthistoriker Gerrit van Spaan erwähnt sie in seiner Beschreibung der Stadt Rotterdam (1698), der Engländer Charles Ellis lobt ihre Arbeit in einem Brief und der deutsche Kunstsammler Zacharias von Uffenbach berichtet von seinen Besuchen bei ihr im Jahr 1705 und 1710. Dies belegt, dass sie vermutlich zwischen 1698 und 1710 als Papierschnittkünstlerin tätig war.
Van Spaan schrieb, dass Elisabeth Rijberg in der Nähe des Neuen Ostindienhauses gelebt habe und eine Meisterin des sogenannten perspektivischen Kulissenausschnitts gewesen sei. Sie baute kunstvolle Kriegsschiffe und Yachten auf einer stillen und flachen See. Zu ihren Werken gehörten auch königliche und fürstliche Lusthäuser wie Het Loo, Hontselersdijk und andere. Zudem schuf sie Bäume, Ansichten und Porträts in flacher und erhöhter Form. Über ihrer Tür so schreibt Van Spaan, soll folgendes Gedicht zu lesen gewesen sein: „Ich schneide aus Papier alles, was das Auge erfreut/ oder was ein geistreiches Gehirn uns nach der Kunst darstellt/ auch wenn bitterer Neid mit aufgerissenem Rachen brüllt/ mein Kunst und wird deswegen nicht so leicht im Sande landen.“ Nach Van Spaan soll sie auch Werke für den Kurfürsten von der Pfalz gefertigt haben. Als Gegenleistung erhielt sie vier vergoldete Silberbecher mit Deckel, auf denen einige römische Kaiser abgebildet waren, und ein kleines Silberservice, das mit dem Wappen des Kurfürsten verziert war.
Der englische Geistliche Charles Ellis schrieb am 16. Juni 1699 in einem Brief an Edward Tyson, er habe in Den Haag ein Kunstwerk einer gewissen Elisabeth Rijberg gesehen, das seinesgleichen suchte. Dabei handelte es sich um von ihr geschnittene Porträts von Wilhelm III. und Maria II., die sich außerordentlich ähnlich waren. Sie waren schöner als alle, die er je gesehen hatte. Es sah so aus, als wäre der Stoff von Marias Kleidern eher bestickt als geschnitten worden. Er berichtet auch, dass Elisabeth Rijberg tausend Gulden für die königlichen Porträts angeboten worden seien, sie das Angebot jedoch abgelehnt habe. Ellis’ Brief wurde in den Philosophical Transactions (1702/03) kurz wiedergegeben. Da sich jedoch ein Druckfehler einschlich, wurde ihr Nachname zu Pyberg verfälscht und mit dem Namen wurde sie später in englischen Nachschlagewerken geführt.
Der Frankfurter Patrizier Von Uffenbach schrieb in seinem Reisebericht von 1710, dass er am 19. November die „jungfer Elisabeth Rijberg“ besuchte. Ohne den Text zu erwähnen, erwähnt er auch das Schild, das über ihrer Tür hing. Offensichtlich war es sehr auffällig und er wies darauf hin, dass der Text sowohl auf Niederländisch als auch auf Französisch verfasst wurde. Er erwähnt elf Stücke in ihrem Laden, in schwarzen Fenstern mit Glas davor. Neun davon hatte er bei seinem Besuch im Jahr 1705 bereits gesehen. Die beiden neuesten Kunstwerke, beide aus dem Jahr 1709, zeigten den Strand von Scheveningen und einen Heringsfang mit vielen Menschen und Schiffen. Sie seien „wunderschön und kunstvoll“ gemacht und „billig zu bewundern“. Daraus lässt sich schließen, dass Rijberg für die Besichtigung ihrer Kunstwerke Geld verlangte. Am besten fand er ihre Meeres- und Blumenstücke, weniger gelungen waren ihre Darstellungen von Gebäuden wie „Het Loo“. Catharina van de Graft äußerte sich 1946 negativ über Rijberg, sie schrieb: „verfüge nicht über die intellektuelle Reife von Schurman und Koerten.“ Zur Untermauerung dieser negativen Einschätzung verweist sie auf das ihrer Meinung nach „ausgelassene“ Gedicht, das über Rijbergs Haustür hing.
Von Rijberg ist, soweit bekannt, kein Werk erhalten geblieben.